# Rhamnus ulei
Rhamnus ulei är en brakvedsväxtart som beskrevs av Pilger. Rhamnus ulei ingår i släktet getaplar, och familjen brakvedsväxter. Inga underarter finns listade i Catalogue of Life.